# DSV Saaz
Der DSV Saaz (tschechisch: DSV Žatec) war ein 1885 gegründeter deutscher Sportverein aus Saaz, (tschech. Žatec) in der Tschechoslowakischen Republik. In den 1930er Jahren gehörte die Fußballmannschaft des DSV zu den besten deutschen Mannschaften in der Tschechoslowakei. 1934 und 1935 wurde sie Meister des Deutschen Fußball-Verbandes der ČSAF.

## Vereinsgeschichte
1885 wurde in Saaz ein Deutscher Radfahrerverein gegründet. In den 1890er Jahren führte ein Schwede, der in England gelebt hatte, den Fußballsport ein, aus Studenten des örtlichen deutschen Gymnasiums wurde eine Mannschaft gebildet.
1901 benannte sich der Klub in Saazer Sport- und Radfahrerverein (Saazer SuR) um, 1907 nahm er den Namen Deutscher Sportverein Saaz an, womit der Erweiterung der Sportangebots Rechnung getragen wurde.

Vereinsemblem des DSV Saaz

Die Vereinsfarben waren zunächst Schwarz-Weiß, später Blau-Weiß.
Das erste Spielfeld war aus Asche und befand sich an der stelle des heutigen Krankenhauses.
1928 bezog der Verein das Stadion an der Eger (tschechisch: Stadion u Ohře), das noch heute in Betrieb ist und aktuell vom FK Slavoj Žatec genutzt wird.
1931 gewann der DSV die I. Klasse Nordwest ohne Niederlage, verlor aber im Halbfinale der Endrunde um die Meisterschaft des DFV gegen den DSV Brünn mit 0:4.
1934 wurde der DSV Saaz Sieger im so genannten Tschechisch-Deutschen Pokal, einem in Prag ausgespielten Turnier unter Teilnahme von Slavia Prag, Viktoria Žižkov und dem DFC Prag. In diesem Jahr unternahm der Klub auch eine Tournee nach Irland, wo er in Belfast und Dublin mehrere Freundschaftsspiele bestritt.
1933/34 und 1934/35 konnte die Saazer Elf die Meisterschaft des DFV gewinnen und stieg nach einer erfolgreich absolvierten Qualifikationsrunde in die professionelle 1. Tschechoslowakische Liga auf. Dort konnte sich die als "Wunderelf" (tschechisch: zázračná jedenáctka) betitelte Mannschaft jedoch nur ein Jahr halten.
Nach der Zerschlagung der Tschechoslowakei 1938/39 wurde 1940 die NSTG Saaz gegründet, in welcher der DSV aufging.

## Herausragende Spieler in den 1930er Jahren
Zu den herausragenden Spielern des DSV Saaz in den 1930er Jahren gehörten unter anderem: Johann Wana, Franz Kleinpeter, Wenzel Weigert, Walter Hanke, Rudolf Schulze, Josef Schlögl, Franz Hribar, Johann Riedrich, Johann Hoffmann und Karl Spitzhüttl.

## Statistik
| Saison  | Liga                                             | Platz     | Spielklasse des DFV      |
| 1919/20 | Meisterschaft I. Klasse, Nordwest Gau, Gruppe 1  | 3. Platz  | Zweithöchste Spielklasse |
| 1920/21 | Meisterschaft I. Klasse, Nordwest Gau, Gruppe 1  | 2. Platz  | Zweithöchste Spielklasse |
| 1921/22 | Meisterschaft II. Klasse, Nordwest Gau, Gruppe 1 | unbekannt | Dritthöchste Spielklasse |
| 1922/23 | Meisterschaft I. Klasse, Nordwest Gau, Gruppe 1  | unbekannt | Zweithöchste Spielklasse |
| 1923/24 | Meisterschaft I. Klasse, Nordwest Gau, Gruppe 1  | 1. Platz  | Zweithöchste Spielklasse |
| 1924/25 | Meisterschaft I. Klasse, Nordwest Gau, Gruppe 1  | 2. Platz  | Zweithöchste Spielklasse |
| 1925/26 | Meisterschaft I. Klasse, Nordwest Gau, Gruppe 1  | 4. Platz  | Zweithöchste Spielklasse |
| 1926/27 | Meisterschaft I. Klasse, Nordwest Gau, Gruppe 1  | 3. Platz  | Zweithöchste Spielklasse |
| 1927/28 | Meisterschaft I. Klasse, Nordwest Gau, Gruppe 1  | 1. Platz  | Höchste Spielklasse      |
| 1928/29 | Meisterschaft I. Klasse, Nordwest Gau, Gruppe 1  | 1. Platz  | Höchste Spielklasse      |
| 1929/30 | Meisterschaft I. Klasse, Nordwest Gau, Gruppe 1  | 2. Platz  | Höchste Spielklasse      |
| 1930/31 | Meisterschaft I. Klasse, Nordwest Gau            | 1. Platz  | Höchste Spielklasse      |
| 1931/32 | Meisterschaft I. Klasse, Nordwest Gau            | 1. Platz  | Höchste Spielklasse      |
| 1932/33 | Meisterschaft I. Klasse, Nordwest Gau            | 1. Platz  | Höchste Spielklasse      |
| 1933/34 | Oberklasse DFV                                   | 1. Platz  | Höchste Spielklasse      |
| 1934/35 | Divize DFV                                       | 1. Platz  | Höchste Spielklasse      |
| 1935/36 | 1. Tschechoslowakische Liga                      | 14. Platz |                          |
| 1936/37 | Divize DFV, Gruppe Böhmen                        | 4. Platz  | Höchste Spielklasse      |
| 1937/38 | Divize DFV, Gruppe Böhmen                        | 5. Platz  | Höchste Spielklasse      |

- 1. Tschechoslowakische Liga 1935/36:

| Liga                | Platz     | Spiele | Siege | Remis | Niederlagen | Tore  | Punkte |
| Státní Liga 1935/36 | 14. Platz | 26     | 5     | 4     | 17          | 34:92 | 14     |